# Parque Odori
El Parque Odori (大通公園 Ōdōri Kōen?) es un parque situado en el centro de Sapporo, Hokkaido, Japón. Ōdōri (大通?) significa «calle grande» en japonés. Se extiende de este a oeste y tiene doce manzanas, numeradas de Nishi 1 chōme, Ōdōri a Nishi 12 chōme, Ōdōri (Nishi significa oeste y chōme es manzana en japonés). Divide la ciudad en dos secciones, al norte y al sur del parque. Tiene una longitud de unos 1,5 km y una superficie de 78 901 m². En el planeamiento urbano original de Sapporo era la calle principal, pero posteriormente se convirtió en un parque. Durante todo el año, se realizan en el parque muchos eventos y ceremonias, como el Festival de los Lilos de Sapporo y el Festival de la nieve de Sapporo, y cerca de él se encuentran atracciones de la ciudad como la Torre de televisión de Sapporo y el Museo del Archivo de Sapporo.

## Historia

### Odori como calle

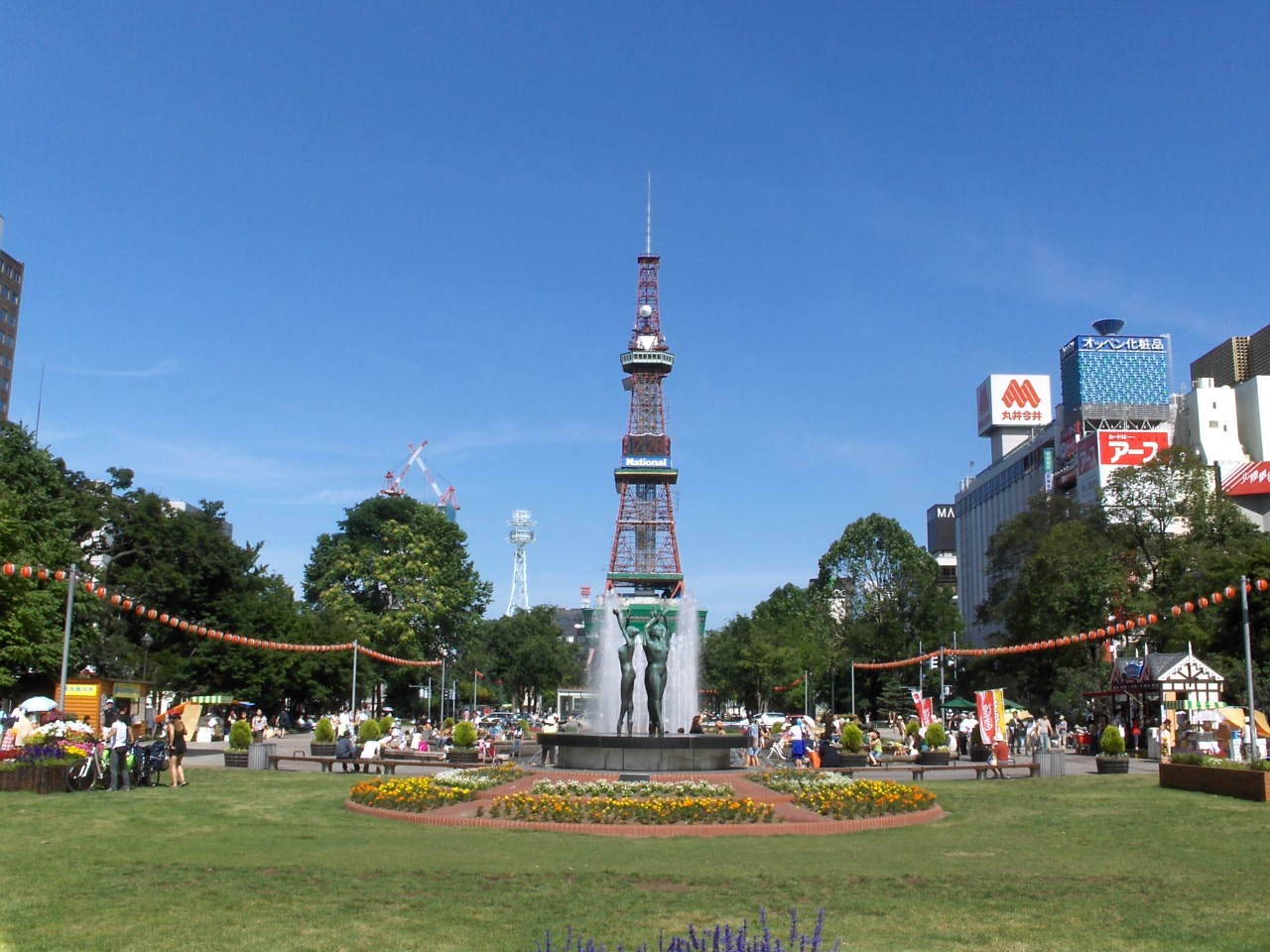
El Parque Odori y la Torre de televisión de Sapporo.

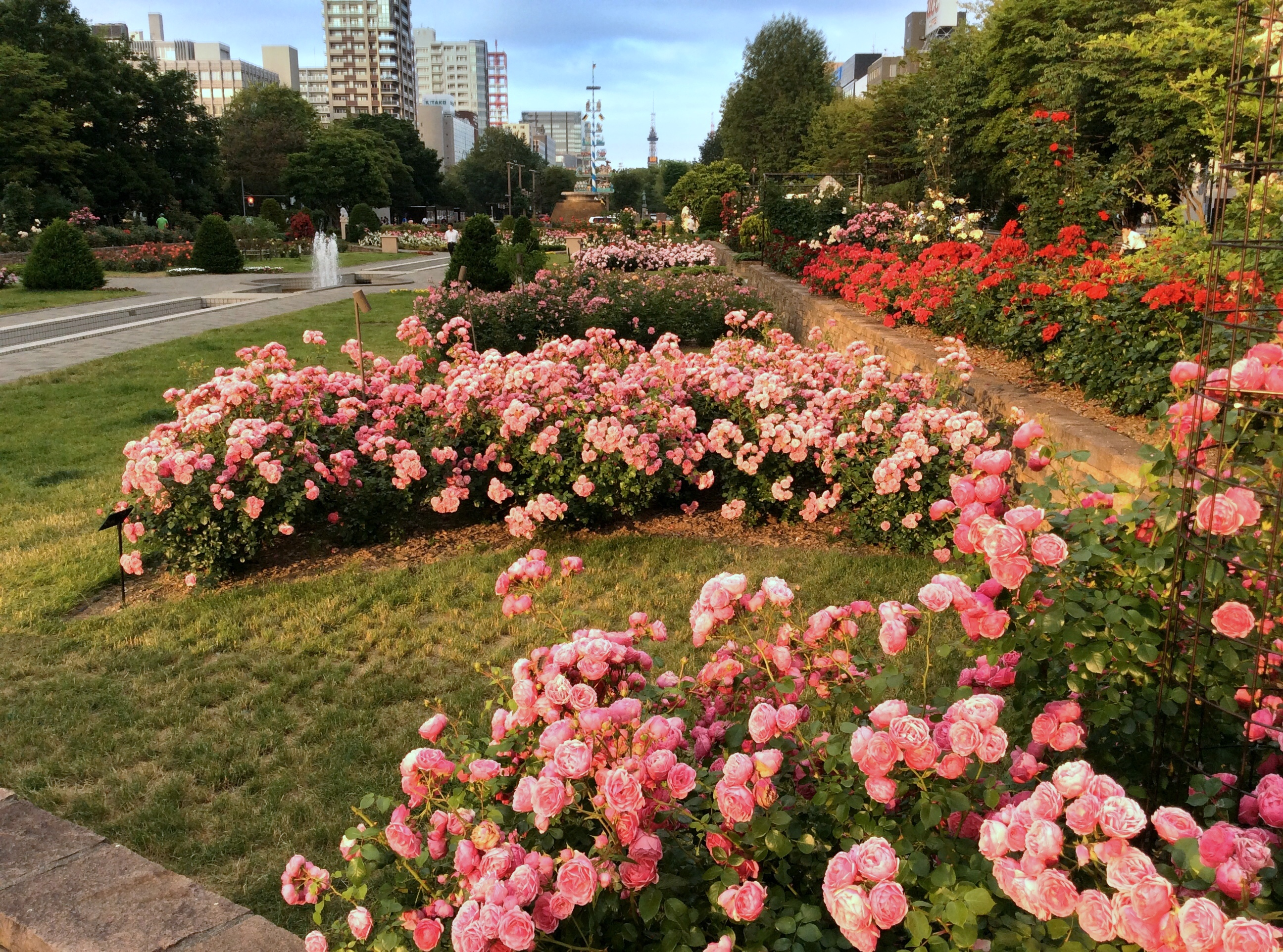
El Jardín Hundido.

En 1869, Yoshitake Shima, un juez enviado por el gobierno como responsable de la fundación de una nueva ciudad en Hokkaido, fue a la zona y elaboró un plano en el que una gran calle dividía la ciudad en secciones norte y sur. En su proyecto, la parte norte de Sapporo se habría reservado para oficinas, mientras que la parte sur habría sido una zona residencial. Sin embargo, la ubicación de la calle divisoria era diferente de la ubicación actual del Parque Odori.
Tras el cese de Shima por mal gobierno en Hokkaido, Michitoshi Iwamura supervisó el urbanismo de Sapporo. En 1871 revisó el proyecto original e hizo construir el Kabō-sen (火防線?) en el lugar donde se sitúa actualmente el Parque Odori. El Kabō-sen era un cortafuegos de 105 metros de anchura que evitaba la difusión de incendios durante la era Meiji. En 1872, la calle recibió el nombre de Shiribeshi Dōri (後志通), pero este nombre no era popular y se renombró Ōdōri en junio de 1881.
En la era Meiji, las zonas Nishi 1 y 2 chōme de Odori eran un poco más estrechas que el resto de la calle. Esto se debía a que tanto el Hōheikan, un hotel de estilo europeo que se trasladó posteriormente al Parque Nakajima, situado en el Nishi 1 chōme, como el edificio de la central telefónica, situado en Nishi 2 chōme, sobresalían por Ōdōri. Desde que se celebró la primera feria agropecuaria en el Nishi 2 chōme y Nishi 3 chōme en 1878, Odori ha sido un lugar donde se han realizado numerosos eventos y ceremonias.
Sin embargo, la zona occidental de Odori no era tan concurrida como la zona oriental, y desde el Nishi 10 chōme hasta el Nishi 12 chōme se construyeron los terrenos para desfiles militares de los Tondenhei, una unidad de granjeros-soldados de Hokkaido. Tras la abolición de los Tondenhei, algunas de las competiciones de atletismo de los colegios cercanos se realizaban en Odori, pero gradualmente la calle se abandonó y se usó como vertedero de basura y nieve. Una queja popular era que una gran parte del céntrico Odori había sido abandonada, y había presión para urbanizar la zona con viviendas, pero esto nunca se realizó.

### Odori como parque

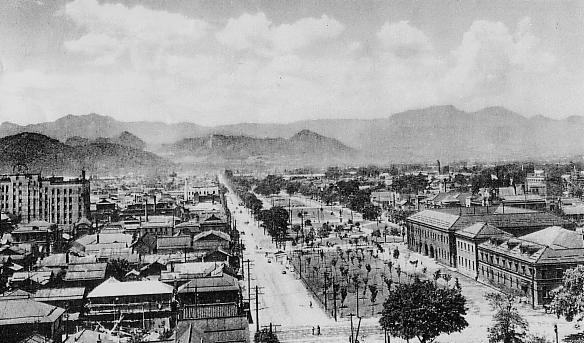
Imagen del parque en 1936.

En 1876, se construyó un jardín de flores de 6600 m² en los terrenos del Nishi 3 chōme y el Nishi 4 chōme, y en 1909 la calle fue dispuesta como una zona de paseo bajo la dirección de Yasuhei Nagaoka, un paisajista y diseñador de jardines japonés. Este fue el origen del Parque Odori.
Durante la Segunda Guerra Mundial, el Parque Odori se dedicó a la producción de patatas. Después de que la guerra terminara y mejorara el suministro de comida, Odori se convirtió de nuevo en un vertedero de basura y nieve. Las fuerzas de ocupación se hicieron cargo de una parte del Parque Odori y construyeron un campo de béisbol y un campo de tenis. Después de que el Parque Odori fuera entregado por las potencias aliadas, se construyeron varios campos de atletismo en la zona oeste de Odori.
El desarrollo de Odori como parque ha continuado desde que fue devuelto por las fuerzas de ocupación en 1950. Desde entonces, se han creado muchos jardines de flores asignando terrenos de Odori a empresas de diseño de jardines. Actualmente, cada jardín de flores está adornado con un letrero de la empresa que exhibe sus habilidades durante todo el año.

## Descripción
Cada manzana del Parque Odori tiene forma de rectángulo con lados de 65 metros de longitud de norte a sur y 110 metros de este a oeste, y están numeradas del Nishi 1 chōme al Nishi 13 chōme. Cada manzana está rodeada por calles y aceras de cuatro metros de anchura, y por tanto los peatones deben cruzar pasos de cebra para atravesar de una a otra manzana. La manzana del Nishi 1 chōme es algo más pequeña que las otras manzanas del Parque Odori, y las manzanas Nishi 8 chōme y Nishi 9 chōme están unidas.
| →        | → | →        | → | →        | → | →        | → | →       | → | →       | → | →       | → | →       | → | →       | → | →       | → | →       | → | →       | → | →       | → | Río Sousei |  |
| 13 chōme |   | 12 chōme |   | 11 chōme |   | 10 chōme |   | 9 chōme |   | 8 chōme |   | 7 chōme |   | 6 chōme |   | 5 chōme |   | 4 chōme |   | 3 chōme |   | 2 chōme |   | 1 chōme |   | Río Sousei |  |
| ←        |   |          |   |          |   |          |   |         |   |         |   |         |   |         |   |         |   |         |   |         |   |         |   |         |   | Río Sousei |  |

Las siguientes secciones enumeran los monumentos, puntos de interés y edificios presentes en cada manzana, incluidos los edificios desaparecidos.

### Nishi 1 chōme

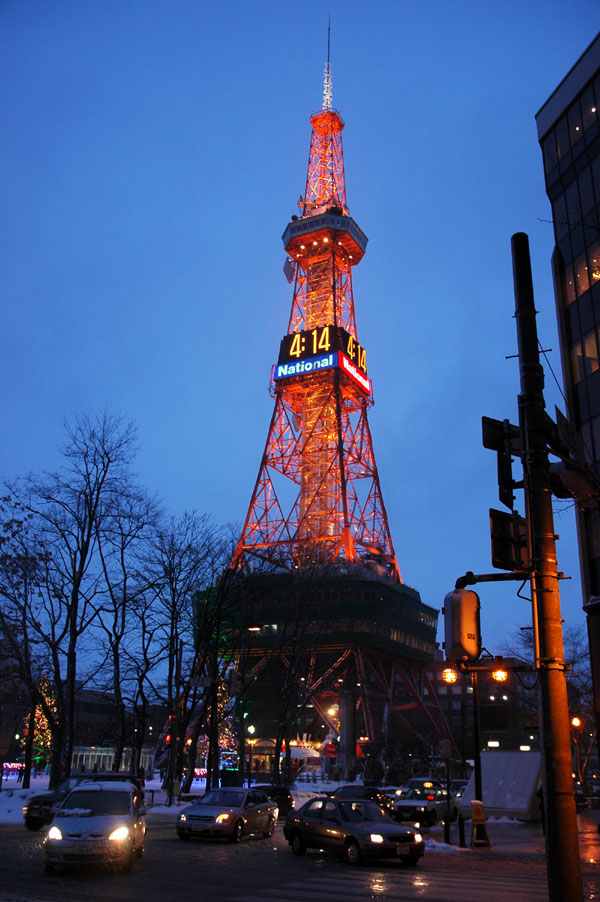
La Torre de televisión de Sapporo.

- Metro de Sapporo, Estación Ōdōri (Línea Tōhō)
- Torre de televisión de Sapporo, situada en la mitad este de la manzana Nishi 1 chōme. Los visitantes pueden ver el Parque Odori y toda la ciudad de Sapporo desde su mirador. Fue construida en 1957.
- Hōheikan (trasladado), un hotel de estilo europeo construido en 1880. Su jardín sobresalía por el Parque Odori. Posteriormente se usó como centro comunitario y salón de actos. El Hōheikan se trasladó al Parque Nakajima de Sapporo cuando se planeó la construcción de la Torre de televisión de Sapporo y un nuevo salón de actos.
- El Edificio de la Autoridad de Transporte de Sapporo (demolido). Tras la Segunda Guerra Mundial, se construyó un aparcamiento, una residencia universitaria y oficinas al sur del Hōheikan.

### Nishi 2 chōme
- Metro de Sapporo, Estación Ōdōri (Línea Tōhō)
- Monumento a la primera central telefónica de Hokkaidō. La Oficina de Comunicaciones de Sapporo y la Oficina Postal de Sapporo sobresalían por la mitad norte de la manzana. El monumento fue erigido en 1973.
- Pista de voleibol (eliminada), que existió durante un breve período antes de la Segunda Guerra Mundial.

### Nishi 3 chōme
- La calle entre Nishi 3 chōme y 4 chōme es Ekimae-Dōri, que conduce directamente a la Estación de Sapporo.
- Metro de Sapporo, Estación Ōdōri (Línea Tōhō y Línea Tōzai)
- Monumento a Takuboku Ishikawa, construido en 1981, sobre el cual está grabado un poema del poeta japonés Takuboku Ishikawa.
- Estatua del general Takeshirō Nagayama (eliminada), erigida en noviembre de 1909. En 1943, fue usada por el gobierno como fuente de metal para su uso en la construcción de armas y otros objetos durante la Segunda Guerra Mundial.
- Una iglesia (demolida), construida por el ejército estadounidense que ocupó Sapporo tras la Segunda Guerra Mundial. Fue demolida tras la restauración del Parque Odori.

### Nishi 4 chōme

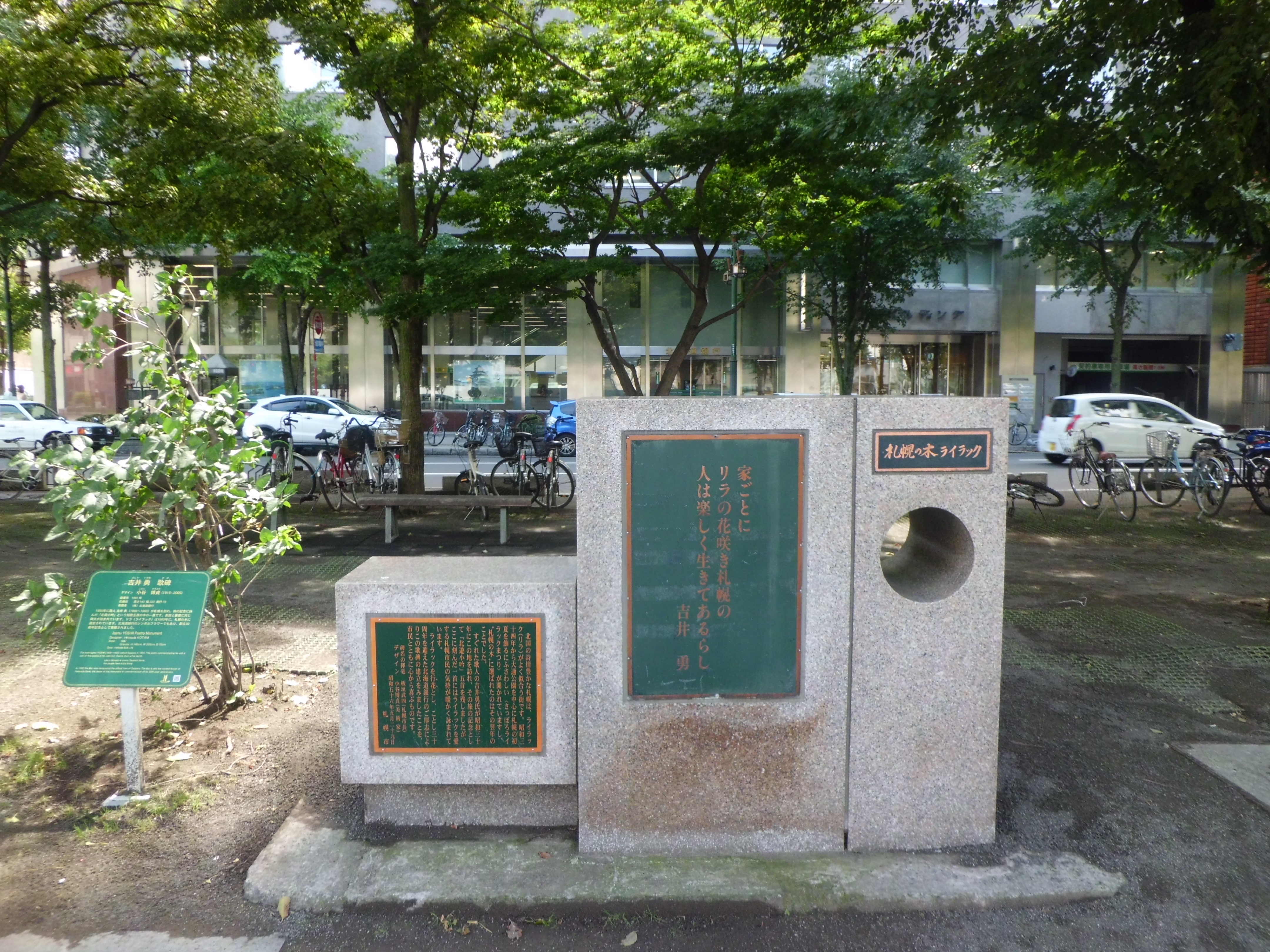
El monumento a Yoshii Isamu.

- Metro de Sapporo, Estación Ōdōri (Línea Tōhō y Línea Tōzai)
- Monumento a Yoshii Isamu.
- Un campo de béisbol (eliminado), que existió durante un breve período tras la Segunda Guerra Mundial.

### Nishi 5 chōme

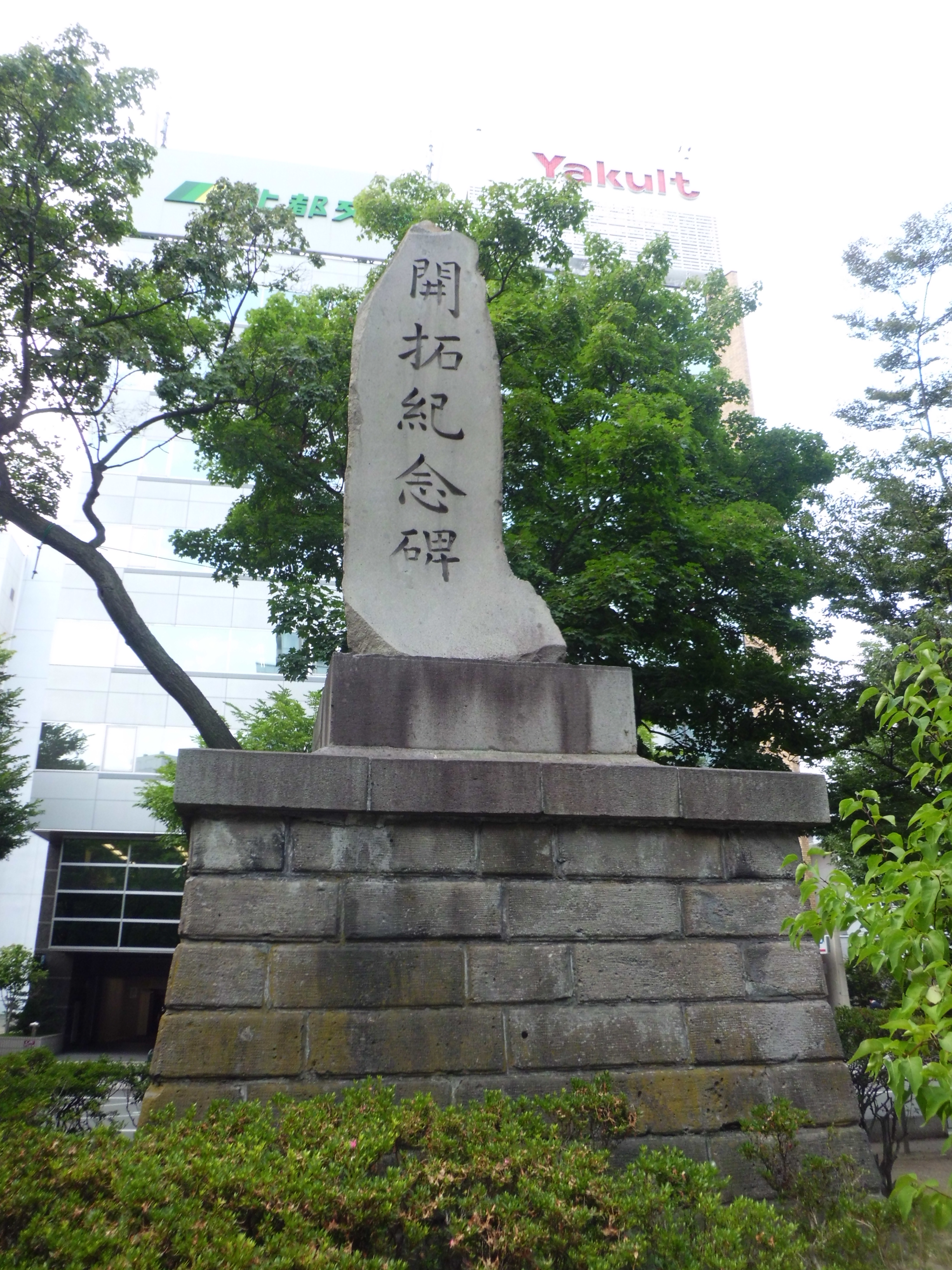
El Monumento al Desarrollo.

- Monumento Seion (聖恩碑), un obelisco de piedra construido gracias al Emperador de Japón en 1938.
- Un campo de atletismo (eliminado), donde se realizaban deportes escolares.
- Una pista de tenis (eliminada), que existió durante un breve período tras la Segunda Guerra Mundial.

### Nishi 6 chōme
- Un escenario al aire libre
- Monumento del Desarrollo, construido en 1886 y colocado en el Kairakuen de Sapporo, posteriormente trasladado al Parque Odori en 1899.
- Una pista de tenis y un campo de baloncesto (eliminados), que existieron durante un breve período tras la Segunda Guerra Mundial.

### Nishi 7 chōme
- Monumento de regreso grupal
- La estatua de Kiyotaka Kuroda (retirada), erigida en agosto de 1903. En 1943, fue usada por el gobierno como chatarra para su uso en la guerra.
- Un campo de béisbol (eliminado), que existió durante un breve período después de la Segunda Guerra Mundial.

### Nishi 8 chōme

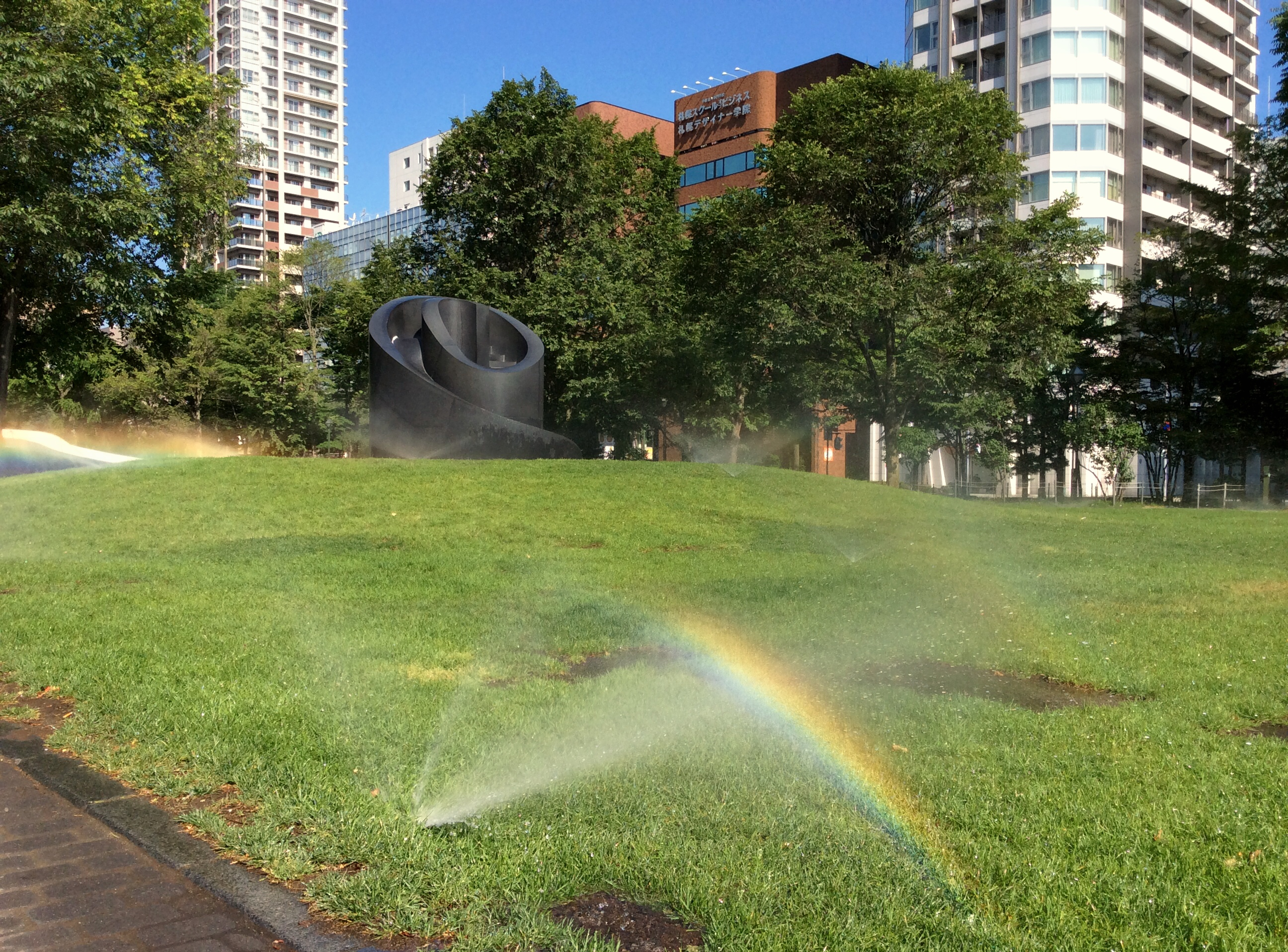
Imagen del Nishi 8 chōme con el Black Slide Mantra al fondo.

- No hay calles entre Nishi 8 chōme y Nishi 9 chōme, y por tanto estas dos manzanas están unidas.
- Black Slide Mantra, una escultura con forma de tobogán retorcido diseñada por el artista Isamu Noguchi. Su creación se planeó en primavera de 1988, cuando se anunció el acuerdo para construir el Parque Moerenuma alcanzado por el Ayuntamiento de Sapporo y Noguchi. Black Slide Mantra fue expuesto en la Bienal de Venecia, y es la versión hermana del Slide Mantra situado en Miami, Estados Unidos. La colocación del Black Slide Mantra fue la causa principal de que se unieran las manzanas Nishi 8 chōme y Nishi 9 chōme.[3]

### Nishi 9 chōme
- Un monumento de Arishima Takeo
- Una zona de juegos para niños, que contiene columpios, toboganes y una zona de juegos acuáticos.

### Nishi 10 chōme
- La estatua de Kiyotaka Kuroda, recreada tras la Segunda Guerra Mundial.
- La estatua de Horace Capron

### Nishi 11 chōme

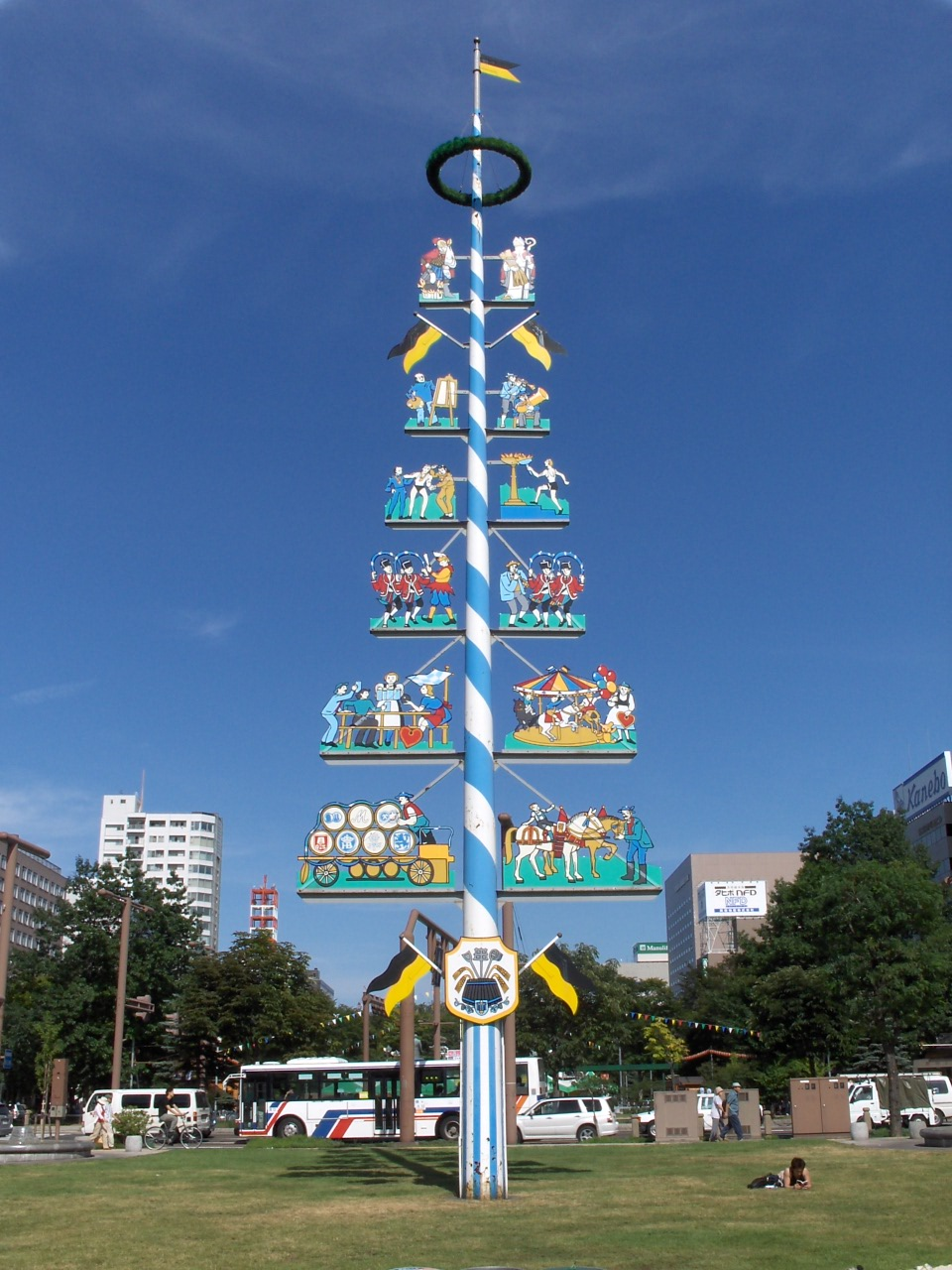
El árbol de mayo en Nishi 11 chome.

- Metro de Sapporo, Estación Ōdōri (Línea Tōzai)
- Árbol de mayo, un poste decorado según la tradición alemana. El primer árbol de mayo fue donado por Múnich, una ciudad hermanada con Sapporo, y fue colocado en 1976. El árbol original se deterioró y fue retirado en 2000, y posteriormente se erigió una versión remodelada. El poste tiene 25 metros de altura.
- La estatua de Michitoshi Iwamura (eliminada), una estatua de bronce del fundador de la ciudad de Sapporo, erigida en 1933. En 1943, fue tomada por el gobierno para su uso durante la Segunda Guerra Mundial.

### Nishi 12 chōme
- Jardín Hundido, un jardín de flores con más de treinta tipos de rosas.

### Nishi 13 chōme
- Formalmente, el Nishi 13 chōme está fuera del Parque Odori, pero ha sido considerado parte de él desde que se construyó el Museo del Archivo de Sapporo.
- Museo del Archivo de Sapporo, construido como Tribunal de Apelaciones de Sapporo en septiembre de 1926. El edificio se construyó con ladrillos, piedra blanda de Sapporo y hormigón armado. El edificio recibió este uso en 1973 y fue catalogado en las Propiedades Culturales Tangibles Registradas de Japón en 1997.

## Eventos

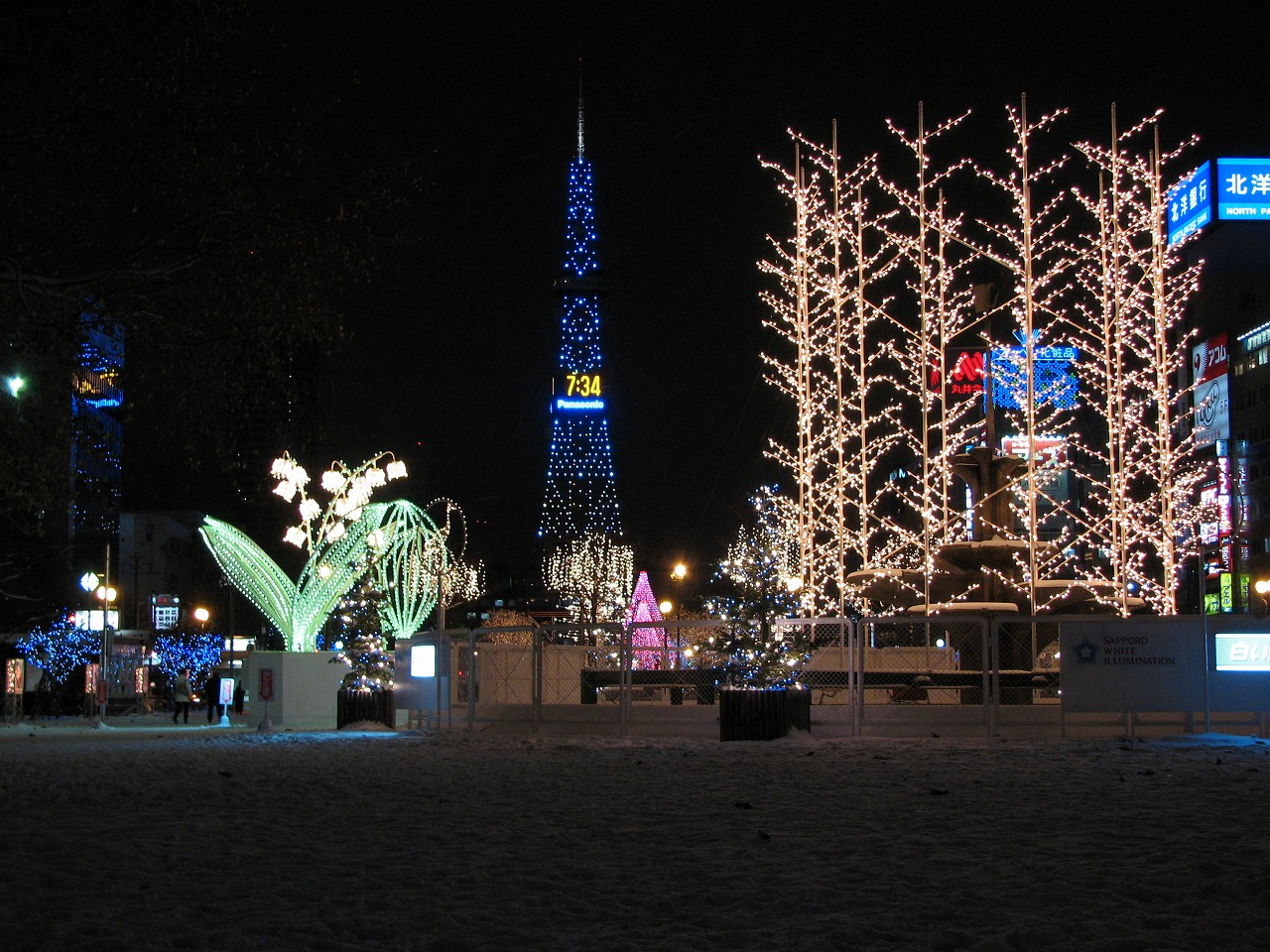
La «Iluminación Blanca».

En invierno nieva en Sapporo, y en esta temporada se realiza la «Iluminación Blanca», un evento durante el cual se decoran con luces los árboles del parque. Cada mes de febrero, se realiza en el Parque Odori el Festival de la nieve de Sapporo, un festival con estatuas de nieve y varios eventos. En años recientes, este gran festival ha tenido más de dos millones de visitantes procedentes de todo Japón y el mundo. El parque contiene unos cuatrocientos lilos, y alberga el Festival de los Lilos cada mes de mayo, durante unos diez días. Cada junio, se realiza en el parque el Yosakoi Soran Festival, un gran festival de baile de Hokkaido, para el que se construyen varios escenarios especiales.
En verano, el parque se convierte en un gran biergarten. Desde el Nishi 5 chōme hasta el Nishi 8 chōme, las principales fábricas de cerveza japonesa, incluida Sapporo Breweries Limited, crean sus biergärten propios, en los que sirven cervezas y aperitivos. El biergarten que sirve cervezas de todo el mundo es el del Nishi 10 chōme. Hasta 2003, se servían cervezas artesanales en el Nishi 11 chōme. La Maratón de Hokkaido arranca en el parque a finales de agosto de cada año, y la popular Fiesta de Otoño se lleva a cabo en septiembre, durante unas tres semanas, y ofrece puestos de comida de restaurantes de toda la ciudad y los alrededores.
Las competiciones de maratón y de marcha atlética durante el  Atletismo en los Juegos Olímpicos de Tokio 2020 tuvieron lugar en un circuito ubicado en este parque Odori.